# Ротич, Лукас
Лукас Кимели Ротич (англ. Lucas Kimeli Rotich; 16 апреля 1990) — кенийский легкоатлет, который специализируется в беге на длинные дистанции.
Профессиональную спортивную карьеру начал в 2007 году. На чемпионате мира по кроссу 2008 года в соревнованиях юниоров стал бронзовым призёром в личном первенстве и чемпионом в командном зачёте. На всемирном легкоатлетическом финале 2009 года занял 6-е место в беге на 5000 метров. Занял 5-е место на полумарафоне CPC Loop Den Haag 2011 года с результатом 59.44. Также в 2011 году стал серебряным призёром Португальского полумарафона и бронзовым призёром Лиссабонского полумарафона. 
Серебряный призёр мемориала Ван-Дамма 2011 года в беге на 10 000 метров. 26 мая 2013 года занял 2-е место на Оттавском марафоне — 2:08.12.
В 2016 году стал победителем Марафона озера Бива в Японии с результатом — 2:09.11

## Сезон 2014 года
4 мая занял 8-е место на Гамбургском марафоне с личным рекордом 2:09.22.